# Ols-et-Rinhodes
Ols-et-Rinhodes település Franciaországban, Aveyron megyében. Lakosainak száma 168 fő (2022. január 1.). Ols-et-Rinhodes Ambeyrac, La Capelle-Balaguier, Montsalès, Sainte-Croix, Saujac és Villeneuve községekkel határos.

## Népesség
A település népessége az elmúlt években az alábbi módon változott:
| Lakosok száma | 115  | 128  | 137  | 140  | 158  | 162  | 173  | 178  | 189  | 168  |
|               | 1968 | 1982 | 1990 | 2006 | 2013 | 2015 | 2017 | 2019 | 2020 | 2022 |